# Harzer (canarino)

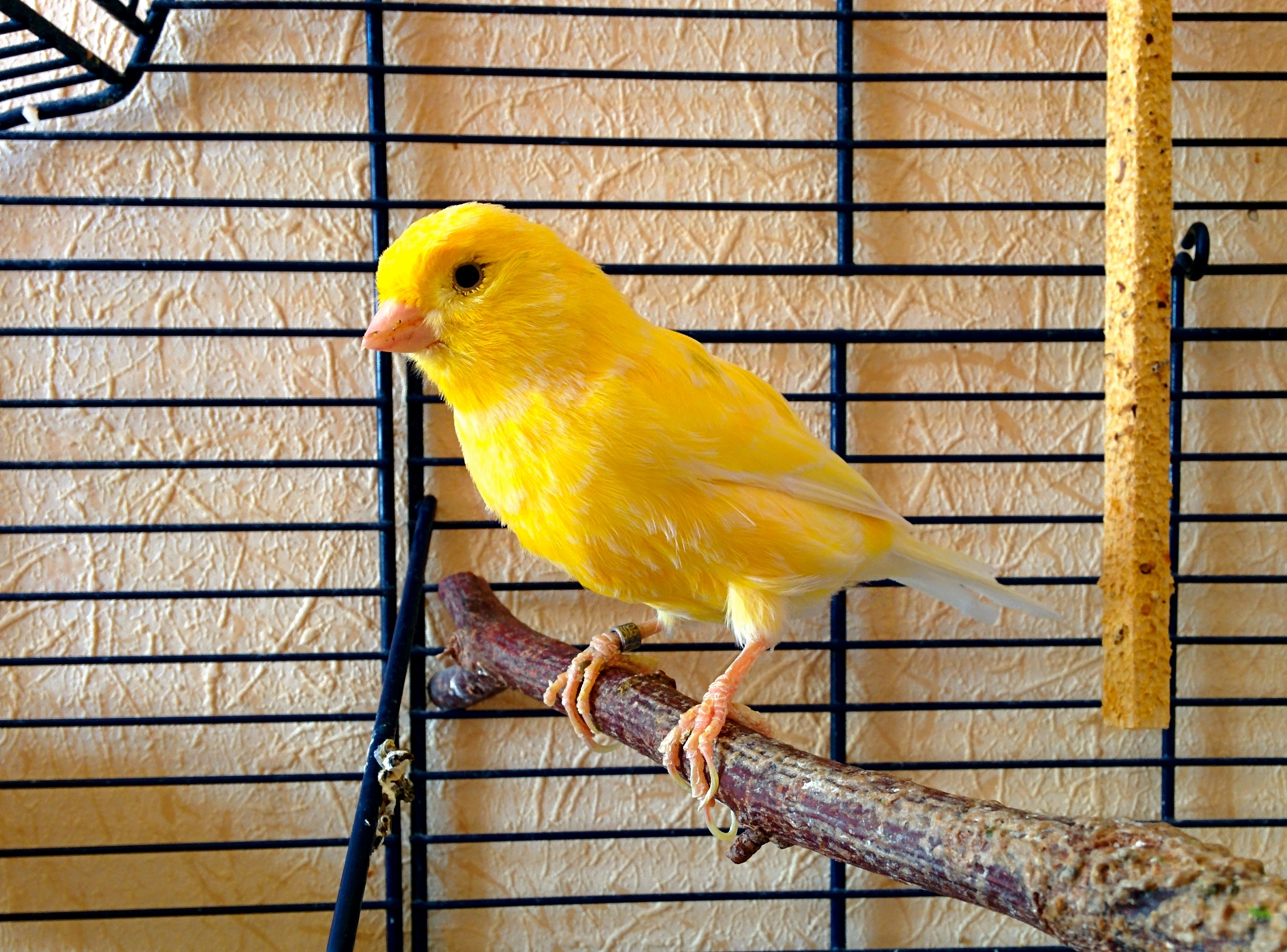
Un Harzer Roller

Il Harz Roller, meglio conosciuto col nome di Harzer, è una razza di canarini le cui origini risalgono al 1600.

## Storia
Questa razza di canarini cantori discende dai canarini che i minatori tirolesi portavano con sé come indicatori di fughe di gas tossici. Questi canarini iniziarono ad imitare i suoni dell'acqua e degli attrezzi che erano presenti in miniera. Il loro canto divenne quindi unico. I primi uccellini selezionati per questo scopo vennero chiamati con il nome di "Usignoli Tirolesi"; nel corso degli anni la loro selezione si sposta nella Regione montuosa dell'Harz, nella quale viene creata la razza attuale.
L'Harzer, selezionato in Germania, è la più antica e conosciuta fra le razze di canarini da canto. Il suo nome "harzer", significa "originario della regionale dell'Harz"; il nome "Edel" significa "nobile, puro", e "roller" non è altro che il suono onomatopeico del suo canto tipico.

## Caratteristiche
Misura fino a 15 cm di lunghezza e somiglia molto a un canarino di colore, è tuttavia più affusolato.
Si trova in tutte le variazioni cromatiche eccetto il rosso: i colori più diffusi sono il giallo ed il verdastro. Caratteristico è il rigonfiamento della gola durante il canto.